# كريستين لوكاس
كريستين لوكاس (بالإنجليزية: Kristin Lucas)‏ هي فنانة أمريكية، ولدت في 1968 في دافنبورت في الولايات المتحدة.